# Schulhaus (Unterwindach)

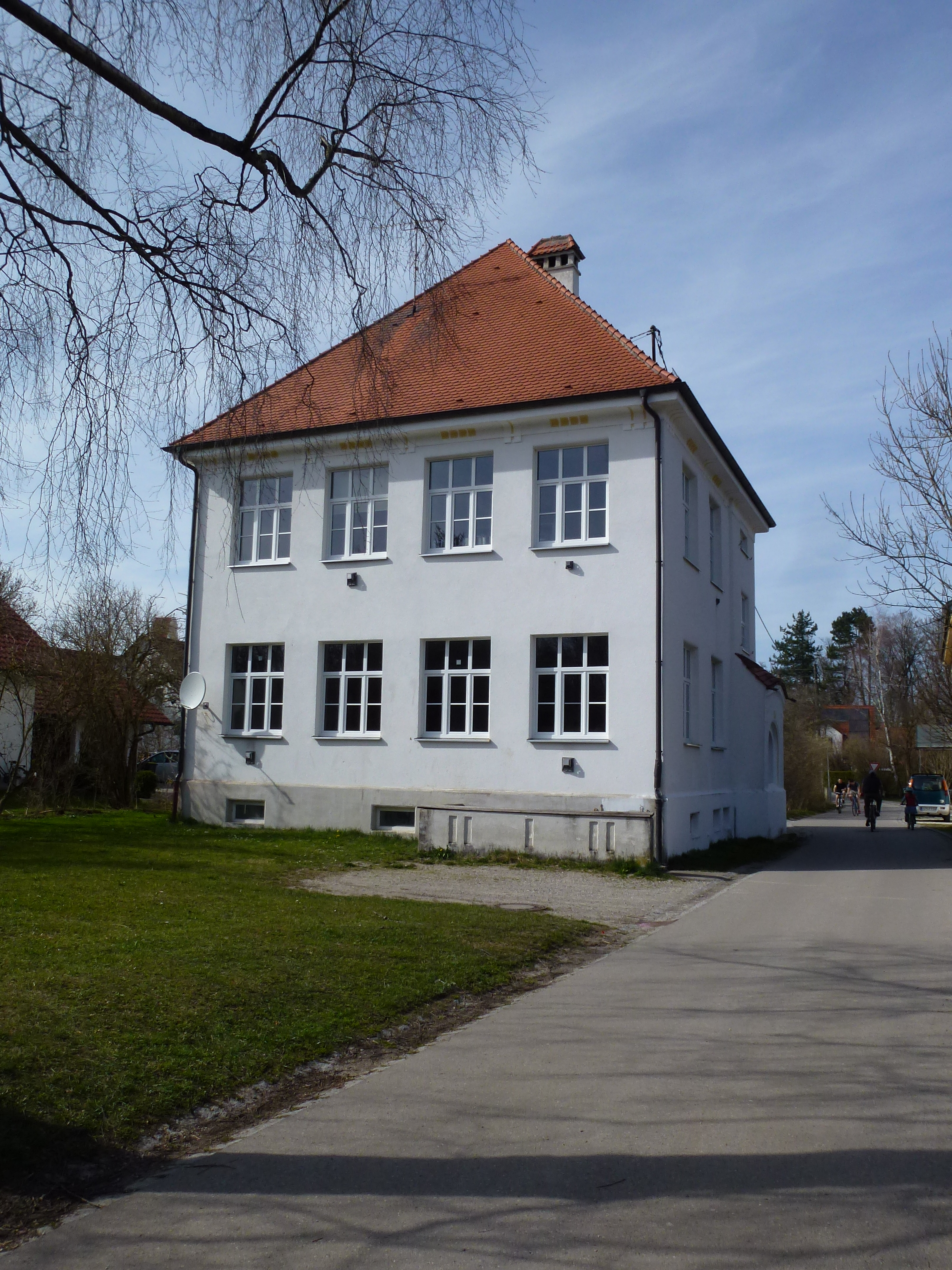
Ehemaliges Schulhaus in Unterwindach

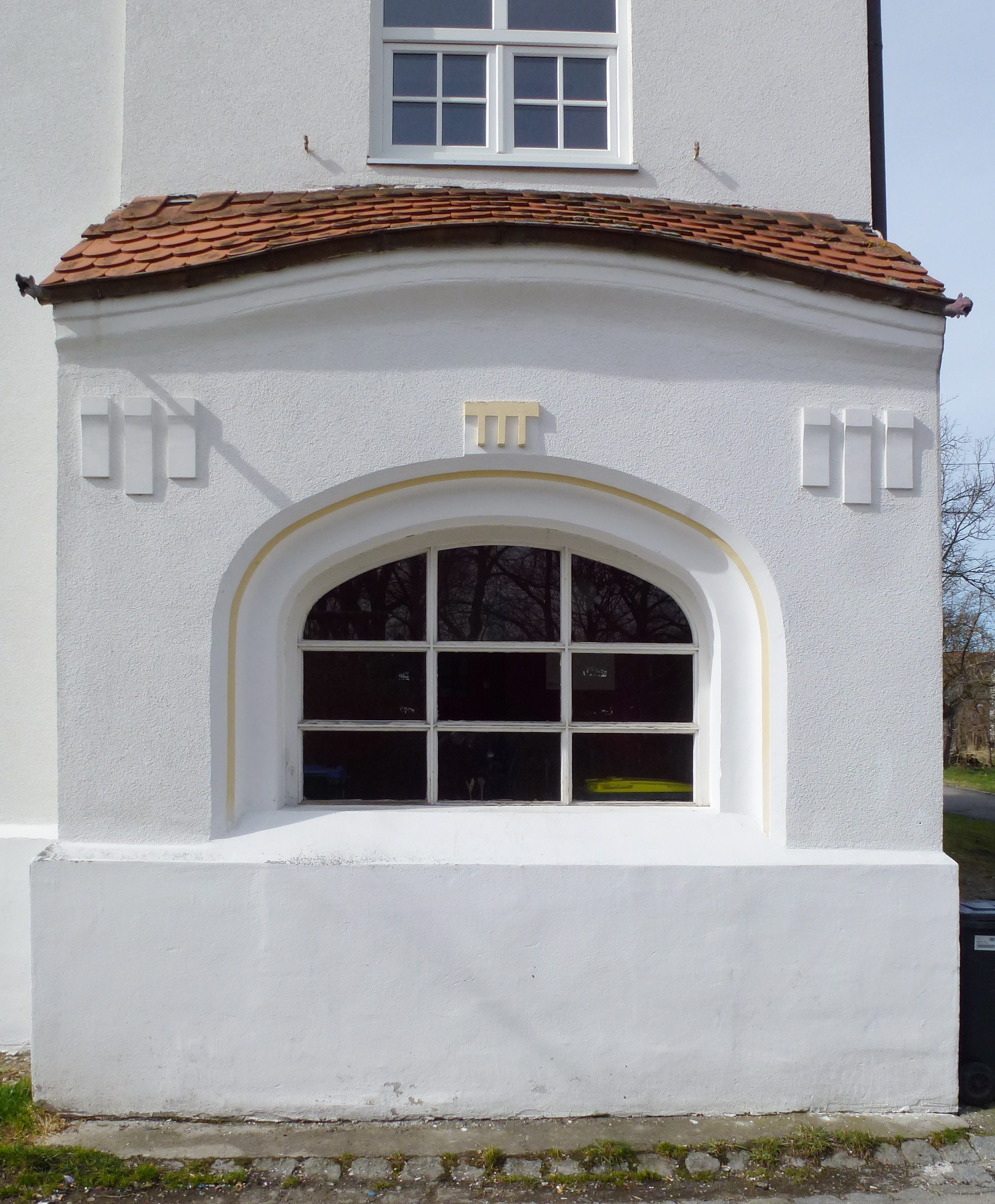
Vorbau mit Portal

Das Schulhaus in Unterwindach, heute ein Teil der Gemeinde Windach im oberbayerischen Landkreis Landsberg am Lech, wurde von 1905 bis 1910 errichtet. Das Schulgebäude am Raiffeisenweg 4, schräg gegenüber dem alten Schulhaus aus dem Jahr 1840, ist ein geschütztes Baudenkmal.
Der zweigeschossige Zeltdachbau in schlichtem Jugendstil besitzt große, neunteilige Sprossenfenster. Der westliche Seitenrisalit ist mit schmalen hochrechteckigen Fenstern ausgestattet. Der Eingang mit Stichbogenportal liegt an der Nordseite. Er wird durch einen erkerartigen Vorbau mit geschweiftem Pultdach und Jugendstilornamenten hervorgehoben.